# Малмьо Арена
„Малмьо Арена“ е многофункционална зала в Малмьо, Швеция. Намира се на около 80 метра от железопътната гара Hyllie, откъдето чрез автобус или влак може да се стигне до централната железопътна гара в Малмьо, тази в Копенхаген или копенхагенското летище.
Освен че е домакин на хокейни мачове, тя е и място на провеждане на хандбални и флорболни мачове, концерти, атлетически състезания и др. Нейни архитекти са Матс Матсън от MM Matsson Konsult AB, Хану Хелкио от Pöyry Architects и Герт Вингорд от Wingårdh arkitektkontor. Понастоящем правата над името на залата се държат от Община Малмьо, като срокът на договора е 10 (десет) години, считано от 2007.
Сред състоялите се в нея по-забележителни събития е песенният конкурс „Евровизия 2013“.